# کاوایی!

جلد نسخهٔ تایوانی ژوئیه ۲۰۰۹، شامل تصویری از نامی آمورو

کاوایی! (به انگلیسی: Cawaii!) یک مجلهٔ مد در تایوان، جمهوری خلق چین، تایلند، و در گذشته در ژاپن است.

## تاریخچه و مشخصات
در ژاپن در ماه مارس سال ۱۹۹۶، کاوایی به عنوان یک مجلهٔ مد ماهانهٔ زنانهٔ در سنین نوجوانی راه اندازی شد. به عنوان یکی از مجلات بزرگ دخترانهٔ ژاپن رشد یافت.
نسخه چینی و تایوانی پیش از اوایل ۲۰۰۰ تأسیس شد، و نسخه تایلندی در ماه مه ۲۰۰۴. تأسیس شد. نسخه اصلی ژاپنی در مه ۲۰۰۹ به دلیل کاهش جریان تیتراژ به حالت تعلیق درآمد.